# ۱۸۴۴
۱۸۴۴ (میلادی) هزار و هشتصد و چهل و چهارمین سال تقویم میلادی است.

## زادگان
- ۲۲ مه - مری کست، نقاش آمریکایی
- ۱۵ اکتبر - فریدریش نیچه، فیلسوف مشهور آلمانی
- ۳۰ مارس – پل ورلن، شاعر و نویسنده فرانسوی (د. ۱۸۹۶)
- ۱۶ آوریل – آناتول فرانس، نویسنده و شاعر فرانسوی (د. ۱۹۲۴)
- ۲۱ مه – آنری روسو، نقاش فرانسوی (د. ۱۹۱۰)
- ۳ ژوئن – گرت هوبارت، سیاست‌مدار آمریکایی (د. ۱۸۹۹)
- ۲۲ اکتبر – لوئیز رییل، سیاست‌مدار کانادایی (د. ۱۸۸۵)
- ۲۴ اکتبر – کارل لوگر، سیاست‌مدار اتریشی (د. ۱۹۱۰)
- ۲۷ اکتبر – کلاس آرنولدسون، ژورنالیست، نویسنده، و سیاست‌مدار سوئدی (د. ۱۹۱۶)
- ۲۳ نوامبر – کارل بنز، مهندس آلمانی (د. ۱۹۲۹)

## درگذشتگان
- جان دالتون (شیمی‌دان)
- ۱۳ ژوئن – توماس چارلز هوپ، شیمی‌دان بریتانیایی (ز. ۱۷۶۶)
- ۲۷ ژوئیه – جان دالتون، شیمی‌دان و فیزیک‌دان بریتانیایی (ز. ۱۷۶۶)
- ۲۸ ژوئیه – ژوزف بناپارت، سرباز، دیپلمات، و سیاست‌مدار فرانسوی (ز. ۱۷۶۸)